# Сульфид натрия
Сульфи́д на́трия, традиционное название — серни́стый на́трий, — сложное неорганическое вещество, бинарное соединение с химической формулой Na2S. Натриевая соль сероводородной кислоты.

## Описание
Сульфид натрия — бескислородная соль. При обычных условиях, и кристаллогидраты и безводное вещество имеет белый цвет, очень гигроскопичное. Плавится без разложения, термически устойчивый. Технический сульфид натрия имеет формулу Na2S·xH2O и содержит в себе до 60 % сульфида натрия, что значит, что x равен примерно 3. Также, технический сульфид натрия имеет желтоватый или коричневатый (красноватый), что вызвано содержанием полисульфидов натрия.
Хорошо растворим в воде, гидролизуется по аниону, создает в растворе сильнощелочную среду. При стоянии на воздухе раствор мутнеет из-за выпадения коллоидной серы и желтеет (цвет полисульфидов). Типичный восстановитель. Присоединяет серу. Вступает в реакции ионного обмена.

## Получение
В промышленности — прокаливанием минерала мирабилита {\displaystyle {\ce {Na2SO4.10 H2O}}} с восстановителем:
- {\displaystyle {\ce {Na2SO4 + 4 H2 -> Na2S + 4 H2O}}}
- {\displaystyle {\ce {Na2SO4 + 4 C -> Na2S + 4 CO}}}
- {\displaystyle {\ce {Na2SO4 + 4 CO -> Na2S + 4 CO2}}}

Также, возможно получение из иных соединений серы:
- {\displaystyle {\ce {4Na2SO3 ->[600{°}C] 3Na2SO4 + Na2S}}}[1]
- {\displaystyle {\ce {4Na2S2O3 ->[220{°}C] 3Na2SO4 + Na2S + 4S}}}
- {\displaystyle {\ce {4Na2S2O5 ->[600{°}C] 3Na2SO4 + Na2S + 4SO2 ^}}}

В лаборатории может быть получен нейтрализацией раствора гидроксида натрия сероводородом:
- {\displaystyle {\ce {2NaOH + H2S -> Na2S + 2H2O}}}

## Химические свойства
Сульфид натрия гидролизуется в 2 этапа:
{\displaystyle {\ce {Na2S + H2O <=> NaHS + NaOH}}}
{\displaystyle {\ce {NaHS + H2O <=> H2S ^ + NaOH}}}
Взаимодействует с кислотами неокислителями с образованием сероводорода:
{\displaystyle {\ce {Na2S + 2 HCl -> 2 NaCl + H2S ^}}}
{\displaystyle {\ce {Na2S + 2CH3COOH -> 2CH3COONa + H2S ^}}}
{\displaystyle {\ce {Na2S + 2H^+ -> 2Na^+ + H2S ^}}}
Восстанавливает кислоты-окислители (концентрированную серную кислоту, азотную кислоту):
{\displaystyle {\ce {Na2S + 3 H2SO4 -> SO2 ^ + S v + 2 H2O + 2 NaHSO4}}}
{\displaystyle {\ce {Na2S + 4HNO3 -> 2NaNO3 + 2NO2 ^ + S v + 2H2O}}}
Реагирует с водным раствором перманганата калия:
{\displaystyle {\ce {3 Na2S + 2 KMnO4 + 4 H2O -> 2 MnO2 v + 6 NaOH + 2 KOH + 3 S}}}
В реакции с иодом выпадает элементарная сера:
{\displaystyle {\ce {Na2S +I2 -> 2NaI + S v}}}
Концентрированным раствором пероксида водорода и кислородом при нагревании переводится в сульфат:
{\displaystyle {\ce {Na2S + 4H2O2 -> Na2SO4 + 4H2O}}}
{\displaystyle {\ce {Na2S + 2O2 ->[400{°}C] Na2SO4}}}
С раствором сульфита натрия и иода образует тиосульфат:
{\displaystyle {\ce {Na2S + Na2SO3 + I2 -> Na2S2O3 + 2NaI}}}
При сплавлении с серой или в концентрированных растворах при кипячении образует полисульфиды натрия переменного состава (серная печень): 
{\displaystyle {\ce {Na2S{}+nS->Na2S_{1+n},~}}} {\displaystyle ~1\leq n\leq 7}

## Качественные реакции
Сульфид натрия при контакте с кислотами выделяет сероводород, который можно обнаружить с помощью бумажки, смоченной в растворе ацетата свинца(II). При контакте с сероводородом, бумажка чернеет, ввиду образования сульфида свинца(II):
1. {\displaystyle {\ce {Na2S + 2HCl -> 2NaCl + H2S ^}}}
2. {\displaystyle {\ce {Pb(CH3COO)2 + H2S -> PbS v + 2CH3COOH}}}

## Применение
Сульфид натрия применяется в производстве сернистых красителей и целлюлозы, для удаления волосяного покрова шкур при дублении кож, как реагент в аналитической химии, а также для химической водоочистки.

## Безопасность
Сульфид натрия ядовит, раздражает кожу и слизистые оболочки. Пожаро- и взрывобезопасен. ПДК в рабочей зоне — 0,2 мг/м³ по ГОСТ 12.1.007-76. При стоянии на воздухе выделяет чрезвычайно ядовитый сульфид водорода ввиду взаимодействия с углекислым газом и гидролиза. Признан ядом в Республике Казахстан.